# Nicolò Cassana

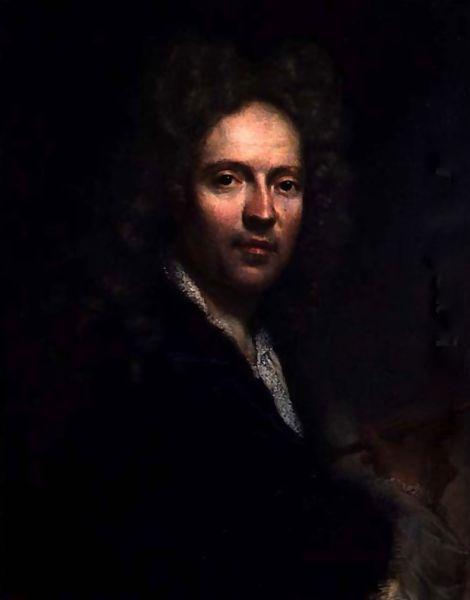
Selbstporträt Nicolò Cassanas, Uffizien, Florenz

Nicolò Cassana genannt Nicoletto (* 1659 in Venedig; † 1711 (oder 1714 ?) in London) war ein italienischer Maler des Barock, der vor allem als Porträtist bekannt ist.

## Leben
Er wurde 1659 als Sohn des aus Genua stammenden Malers Giovanni Francesco Cassana geboren, der zusammen mit Bernardo Strozzi nach Venedig gekommen war. Auch Nicolòs Bruder Giovanni Agostino war Maler.
Nicolò erlernte das Malerhandwerk von seinem Vater. Er wurde bereits 1683 in einem Brief als „sehr guter Maler unter den modernen“ erwähnt, aber er sei „ein junger Mann von mehr Rauch als Ruhm“ („pittore fra moderni assai buono, ma giovane di più fumo che fama“). Er hatte also anscheinend ein etwas übertrieben selbstbewusstes Verhalten, das sich unter anderem darin äußerte, dass der erst 23- oder 24-jährige noch unbekannte Künstler im selben Jahr den Medici in Florenz sein Selbstporträt für deren Galerie berühmter Maler anbot.
Ab 1684 war er in der venezianischen Malerzunft, der sogenannten „fraglia“, eingeschrieben und etablierte sich bald als gesuchter Porträtist der venezianischen Patrizier. Bedauerlicherweise sind nur wenige dieser Werke erhalten, aber teilweise durch Kupferstiche bekannt.

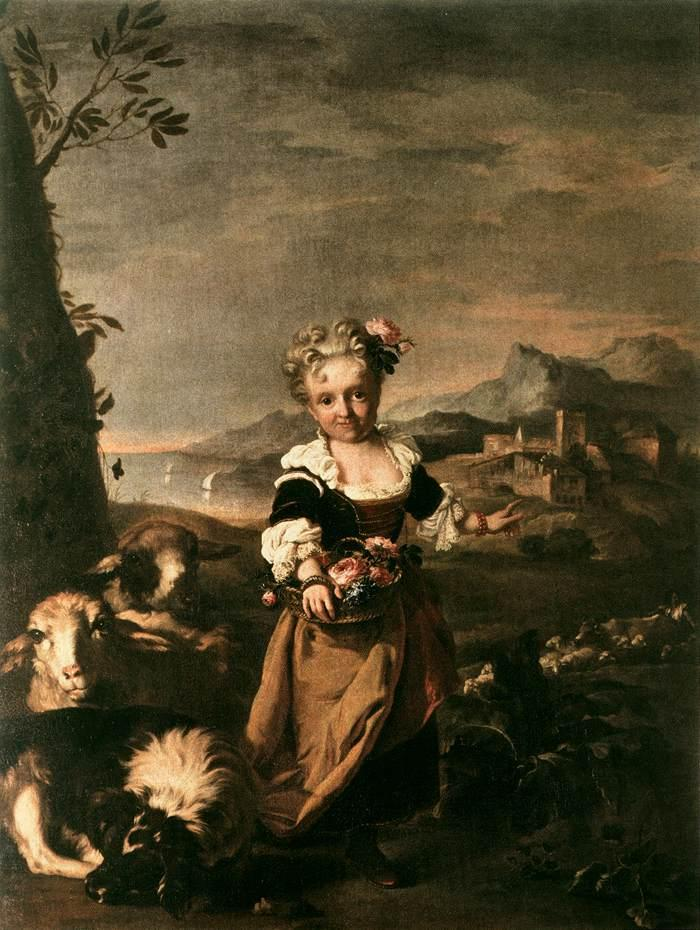
Angiola Biondi, Zwergin im Dienste der Violante Beatrice di Bavaria, 1707, Öl auf Leinwand, 153 × 119 cm, Galleria Palatina (Palazzo Pitti), Florenz. Die Schafe wurden wahrscheinlich von Nicolòs Bruder Giovanni Agostino gemalt.

1691 lernte Cassana den Erbprinzen der Toskana, Ferdinando de’ Medici kennen, als dieser gerade in Venedig weilte. Der Fürst lud ihn nach Florenz ein, wo der Maler fortan den größten Teil seines Lebens und seiner Karriere verbrachte. Außer von Ferdinando malte Cassana am Hof der Medici nicht nur Bildnisse hochgestellter Aristokraten wie Großherzog Cosimo III. und von Anna Maria de’ Medici, sondern auch von Persönlichkeiten wie der Hofzwergin Angiola Biondi (Abb. rechts), einer Köchin oder des Hofnarren Zigolino, den er als Jäger darstellte. 1698 und 1706 stellte er mit Erfolg einige seiner Bilder im Kreuzgang der Santissima Annunziata in Florenz aus, darunter auch ein Bildnis eines Jägers, das wahrscheinlich identisch mit dem erwähnten Porträt des Zigolino ist und sich ebenso wie ein Selbstporträt Cassanas, alle oben erwähnten Werke und diverse Zeichnungen heute im Bestand der Uffizien befindet.
Gelegentlich malte er auch Historienbilder, wie etwa ein Bacchanal in der Eremitage (Sankt Petersburg) bezeugt. Außerdem machte er Kopien nach Werken berühmter Künstler wie Tizian oder Salvator Rosa.
Aus einem in der Biblioteca Marciana in Venedig erhaltenen Briefwechsel von Cassana mit Ferdinando de’ Medici der Jahre 1698 bis 1709 geht hervor, dass er für Ferdinando auch als künstlerischer Berater tätig und für den Ankauf neuer Bilder zuständig war, die er auf Wunsch „restaurierte“ oder „vollendete“, das heißt, bis zu einem gewissen Grade übermalte. Beispielsweise soll Cassana laut Antonio Maria Zanetti einige Bilder von Nicolò Bambini mit einer „pastosen und weichen Farbe“ übermalt haben, und laut Bottari habe er die Madonna del Baldacchino von Raffael, die laut Vasari unvollendet war, fertig gemalt; im letzteren Fall ist allerdings wegen einer widersprüchlichen Überlieferung nicht ganz klar, ob Nicolò oder sein Bruder Giovanni Agostino für die „Vollendung“ verantwortlich war.
In erster Ehe war Nicolò mit Elena Melli verheiratet, mit der er sechs Kinder hatte, die alle in jungen Jahren starben. 1708 heiratete er seine zweite Frau Ludovica de Dea, die Tochter eines Druckers. Aus dieser Ehe wurde am 24. Februar 1709 der Sohn Federico geboren, der nach dem dänischen König Friedrich benannt wurde, dessen Porträt Cassana etwa um diese Zeit in Venedig gemalt haben soll.
Nicht viel später folgte der Maler einem Ruf nach England, wo er außer verschiedenen Bildnissen und Tizian-Fälschungen (oder Kopien) das Porträt von Königin Anne gemalt haben soll, das er jedoch nicht mehr fertigstellen konnte, da ihn über dieser Arbeit in London der Tod ereilte.

## Bildergalerie

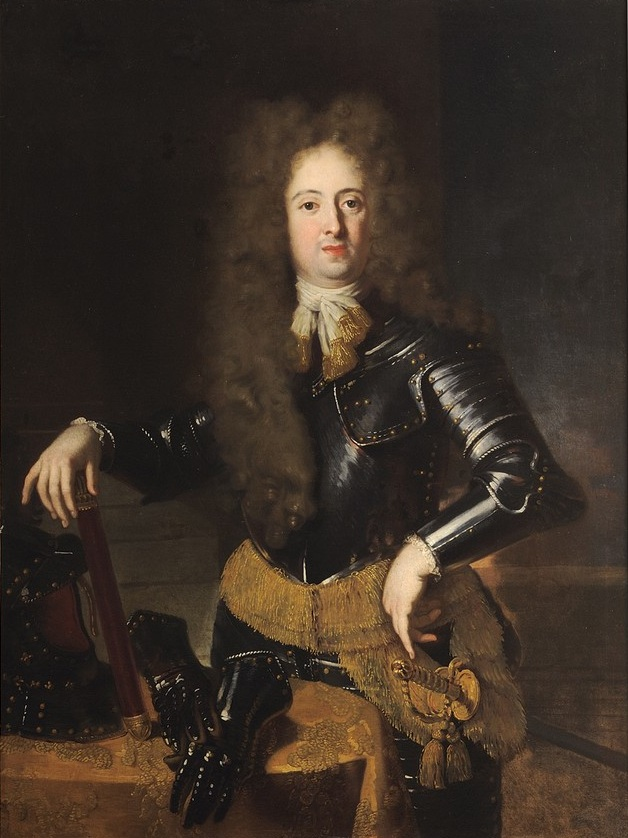
Porträt des Ferdinando de’ Medici, 1690er, Öl auf Leinwand, 93 × 86 cm, Palazzo Pitti, Florenz
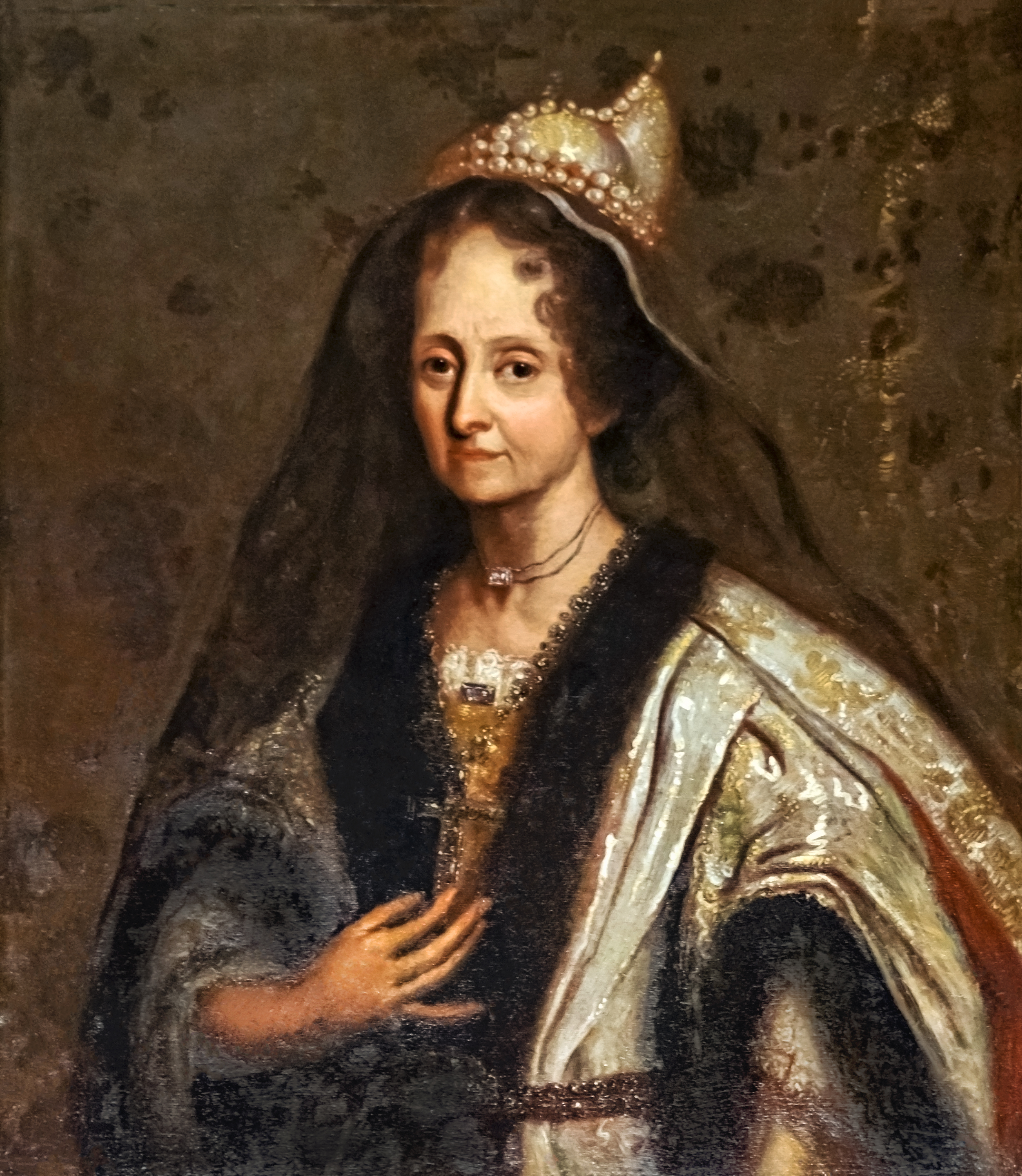
Bildnis der Dogaressa Elisabetta Querini Valier, 1694, Pinacoteca Querini Stampalia, Venedig
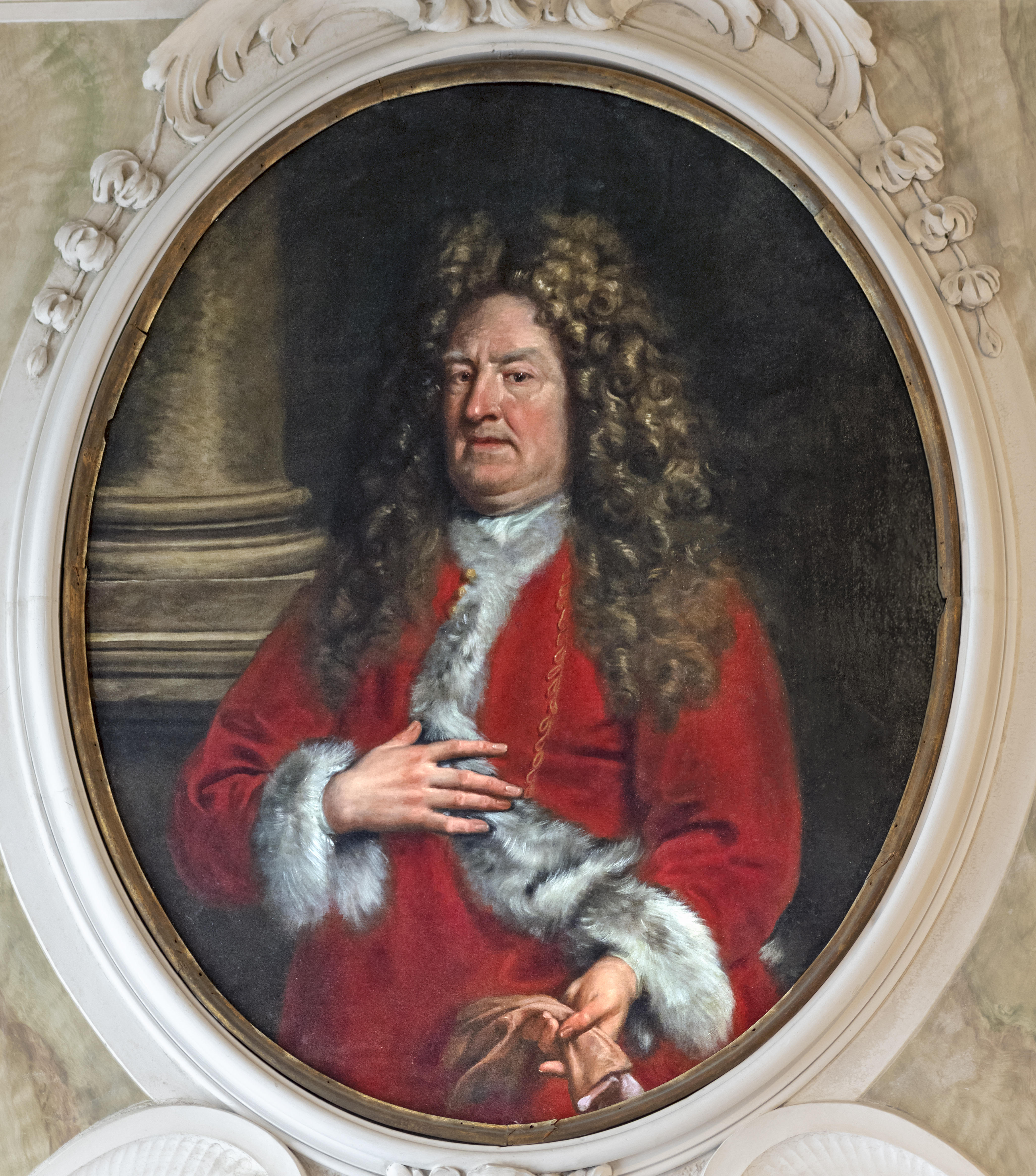
Porträt eines Edelmannes in Rot, Ca’ Rezzonico, Venedig
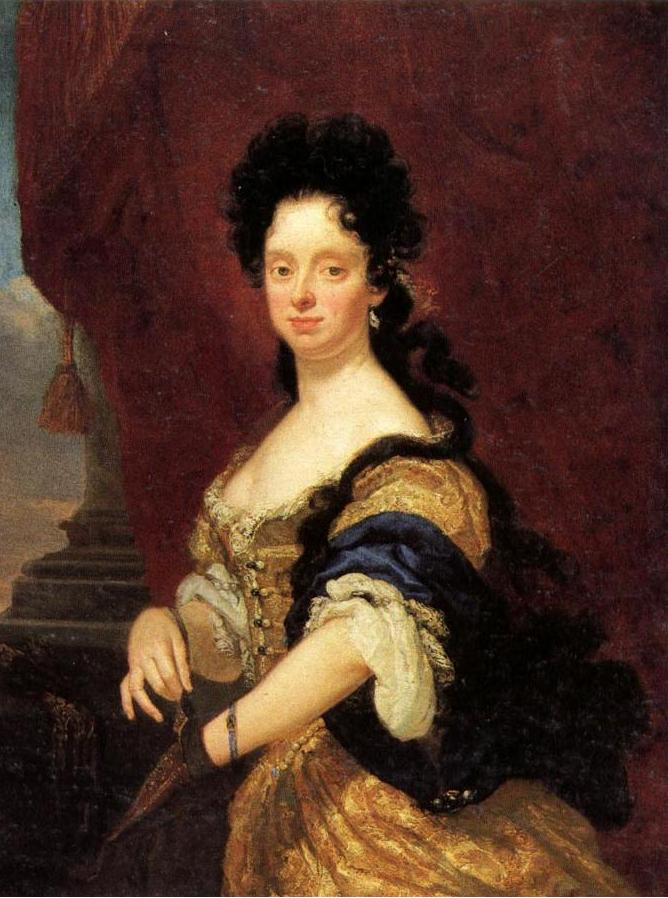
Porträt der Anna Maria Luisa de’ Medici, um 1700, Palazzo Pitti (Galleria Palatina), Florenz